# Lažany u Doubravice
Lažany [ˈlaʒanɪ] (deutsch Laschan, früher Enis-Laschan bzw. Miltschitz-Laschan) ist eine Gemeinde in Tschechien. Sie liegt fünf Kilometer südwestlich von Sedlice in Südböhmen und gehört zum Okres Strakonice.

## Geographie

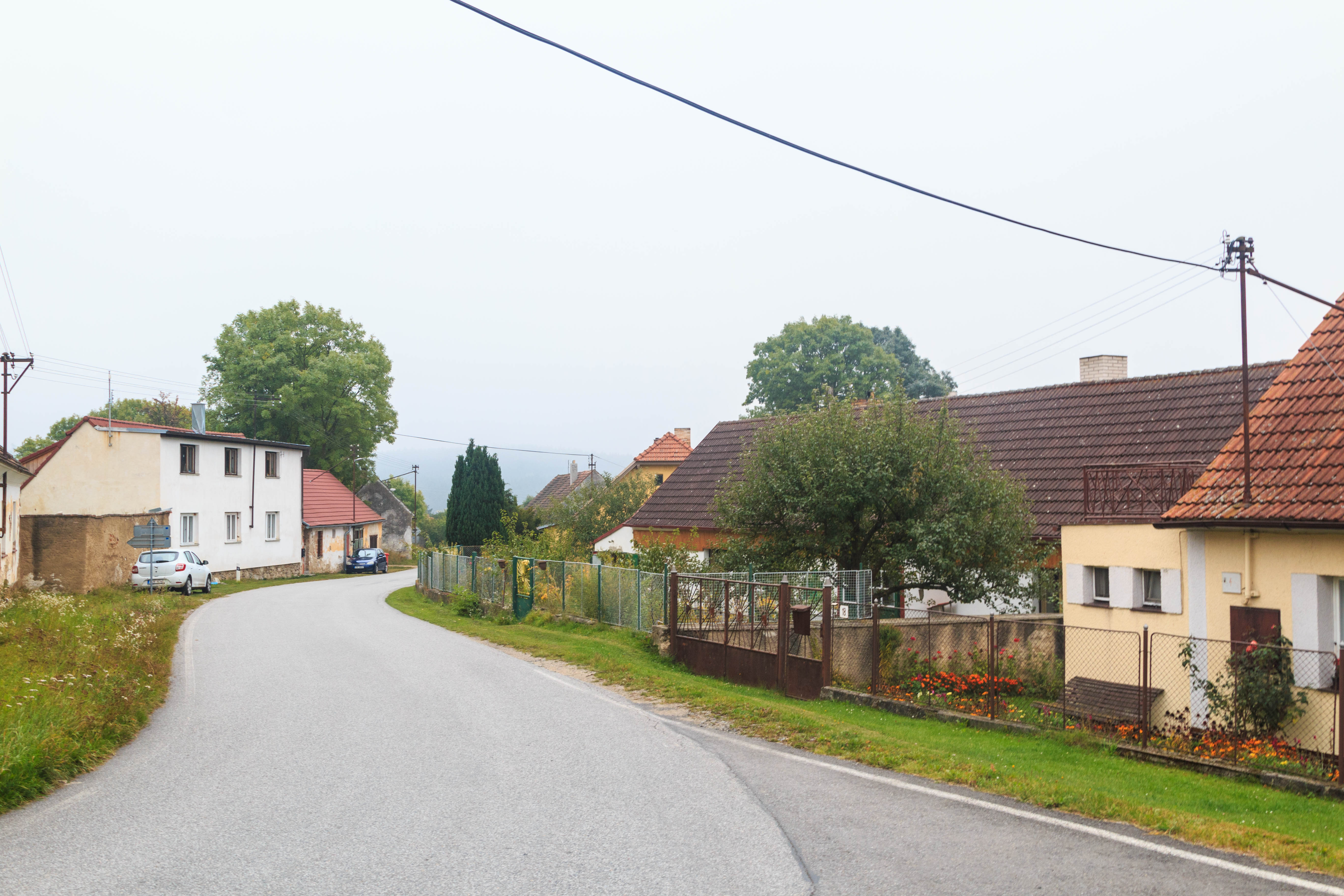
Lažany

Lažany liegt im Hügelland Blatenská pahorkatina. Am nordöstlichen Ortsrand befindet sich der Teich Zděný, gegen Südosten am Brložský potok der Kořenský rybník. Nördlich erhebt sich die Hůrka (546 m), im Nordosten der Křídlí (555 m), östlich der Holý vrch (562 m), im Südosten der Trubný vrch (577 m), südwestlich der Pavlovec (553 m) sowie im Nordwesten der Na Borkách (554 m).
Für die Gemeinde Lažany sind keine Ortsteile ausgewiesen. Zu Lažany gehören die Ansiedlung Na Sázkách bzw. Sázky sowie die Einschichten Kořenský Mlýn und Sosnovec.
Nachbarorte sind Čekanice im Norden, Ovčín und Sedlice im Nordosten, Sosnovec, Pilský Mlýn und Křídlí im Osten, Kořenský Mlýn, Hradec, Rojice und Láz im Südosten, Chrášťovice und Třebohostice im Süden, Na Sázkách, Doubravice und Nahošín im Südwesten, Katovsko und Bratronice im Westen sowie Milčice, Samota, Chvalov, Záboří und Jindřichovice im Nordwesten.

## Geschichte
Die erste schriftliche Erwähnung von Lažany erfolgte 1384 als Besitz des Ježe von Lažan. Ab 1402 gehörte das Gut der Familie Žakavec von Lažan. Erster Besitzer aus diesem Geschlecht war zwischen 1402 und 1422 Heinrich Žakavec, der auch als Burggraf auf der Helfenburg nachweislich ist. Ihm folgten Jan Žakavec, ab 1489 die Brüder Nikolaus und Lew Žakavec und ab 1525 Wenzel Žakavec von Lažan. Dieser ließ 1544 auf einer felsigen Kuppe eine Feste anlegen und im selben Jahre die landtäflige Eintragung des Hofes und Dorfes erneuern. Drei Jahre später verkaufte er das Gut an Wolf von Riesenberg auf Janovice, der es 1550 an Pavel Kořenský von Terešov veräußerte. Dieser besaß Lažan zuletzt 1572 gemeinsam mit Adam Kořenský, welcher ihn danach beerbte. Nach Adams Tod wurde dessen Tochter Elisabeth Besitzerin von Lažan, sie überschrieb das Gur 1604 ihrem zweiten Mann Fabian Joachim Sekera von Sedčice, der bis 1615 seinen Sitz in Lažan hatte. Danach wurde Lažan mit dem Gut Čekanice vereinigt. Im Jahre 1668 kaufte Katharina Enis, geborene Vitanovská von Vlčkovice, beide Güter. Sie verkaufte sie 1673 an Marina Katherina Enis, geborene Častolár von Langendorf.
Um 1680 erwarb der aus dem irischen Uradelsgeschlecht Mac Ennis entstammende Franz Enis die Güter. Er empfing 1680 für seine Verdienste im Kampf gegen die Ungarn und Türken das Inkolat zum Reichsritter. Nach dem Tode von Heinrich Reichsritter Enis von Atter und Iveaghe erfolgte zum Ende des 17. Jahrhunderts eine Güterteilung zwischen dessen zwei Söhnen. Wilhelm Enis erhielt Čekanice, sein Bruder Ernst bekam Lažany. Nachfolgender Besitzer von Lažany war ab 1764 Franz Freiherr Enis von Atter und Iveaghe, der das Gut 1818 seinem jüngeren Bruder Joseph Thaddäus zur Nutznießung überließ. Nach dem Brand des Meierhofes im Jahre 1822 erfolgte dessen Neuaufbau. 1824 wurde Joseph Thaddäus Sohn, der k.k. Kämmerer Karl Alexander Enis, durch Substitution Eigentümer des Gutes Miltschitz samt Laschan.
Im Jahre 1840 umfasste das Gut Laschan-Miltschitz eine Nutzfläche von 778 Joch 814 Quadratklaftern. Insgesamt lebten auf dem Gut 472 Menschen, darunter vier Israelitenfamilien. Haupterwerbsquelle bildete die Landwirtschaft, deren Erträge wegen der steinigen und sandigen Böden nur mittelmäßig war. Das Gut umfasste die Dörfer Laschan und Miltschitz (Milčice). Das Amtsdorf Laschan / Lažan bestand aus 33 Häusern mit 258 tschechischsprachigen Einwohnern, darunter drei Israelitenfamilien. Zur Unterscheidung vom unweit gelegenen Laschan-Desfours (Defurovy Lážany) wurde das Dorf zumeist als Enis-Laschan bzw. Miltschitz-Laschan bezeichnet. Im Dorf gab es ein herrschaftliches Schloss mit öffentlicher Kapelle, Obst- und Blumengarten sowie Park, einen Meierhof, ein Amtshaus, eine Schäferei, ein Bräuhaus, ein Branntweinhaus, eine Pottaschensiederei und ein Jägerhaus. Abseits lagen die Kořensky-Mühle mit Brettsäge (Kořenský Mlýn) sowie eine Ziegelhütte mit Hegerswohnung (Sosnovec). Pfarrort war Zaboř. Bis zur Mitte des 19. Jahrhunderts blieb Laschan das Amtsdorf des Allodialgutes Laschan-Miltschitz.
Nach der Aufhebung der Patrimonialherrschaften bildete Enisovy Lažany/Enis-Laschan ab 1850 einen Ortsteil der Gemeinde Čekanice in der Bezirkshauptmannschaft und dem Gerichtsbezirk Blatná. Wenzel Freiherr Enis von Atter und Iveaghe (1820–1902) erwarb zu dieser Zeit die Burg Kámen und ließ sie zwischen 1860 und 1870 regotisieren. Als die Gemeinde Doubravice die Errichtung einer eigenen Schule beabsichtigte, konnte Wenzel Freiherr Enis erreichen, dass diese in Enisovy Lažany gebaut wurde. Sie wurde 1866 eingeweiht und auch von den Kindern aus Doubravice besucht. Nach der Trockenlegung des Brodteiches entstand am Meierhof die Siedlung Na Sázkách. Seit dem Beginn des 20. Jahrhunderts wurde Lažany / Lažan als amtlicher Ortsname verwendet. Im Jahre 1907 löste sich Lažany von Čekanice los und bildete eine eigene Gemeinde. Nach dem Tode von Heinrich Enis von Atter und Iveaghe(1858–1924) erbte dessen Tochter Marietta, Gräfin von Thun und Hohenstein das Schloss. Im Jahre 1960 wurde Lažany im Zuge der Aufhebung des Okres Blatná dem Okres Strakonice zugeordnet. 1964 erfolgte die Eingemeindung nach Doubravice. Seit der Schließung der Grundschule in den 1980er Jahren findet der Unterricht in Záboří statt. Das Schulhaus wurde danach zu einer Wohneinheit des im Schloss befindlichen Altersheimes umfunktioniert und nach dessen Schließung 2002 der Gemeinde übertragen. Lažany wurde am 1. Januar 1992 wieder eigenständig.

## Kultur und Sehenswürdigkeiten

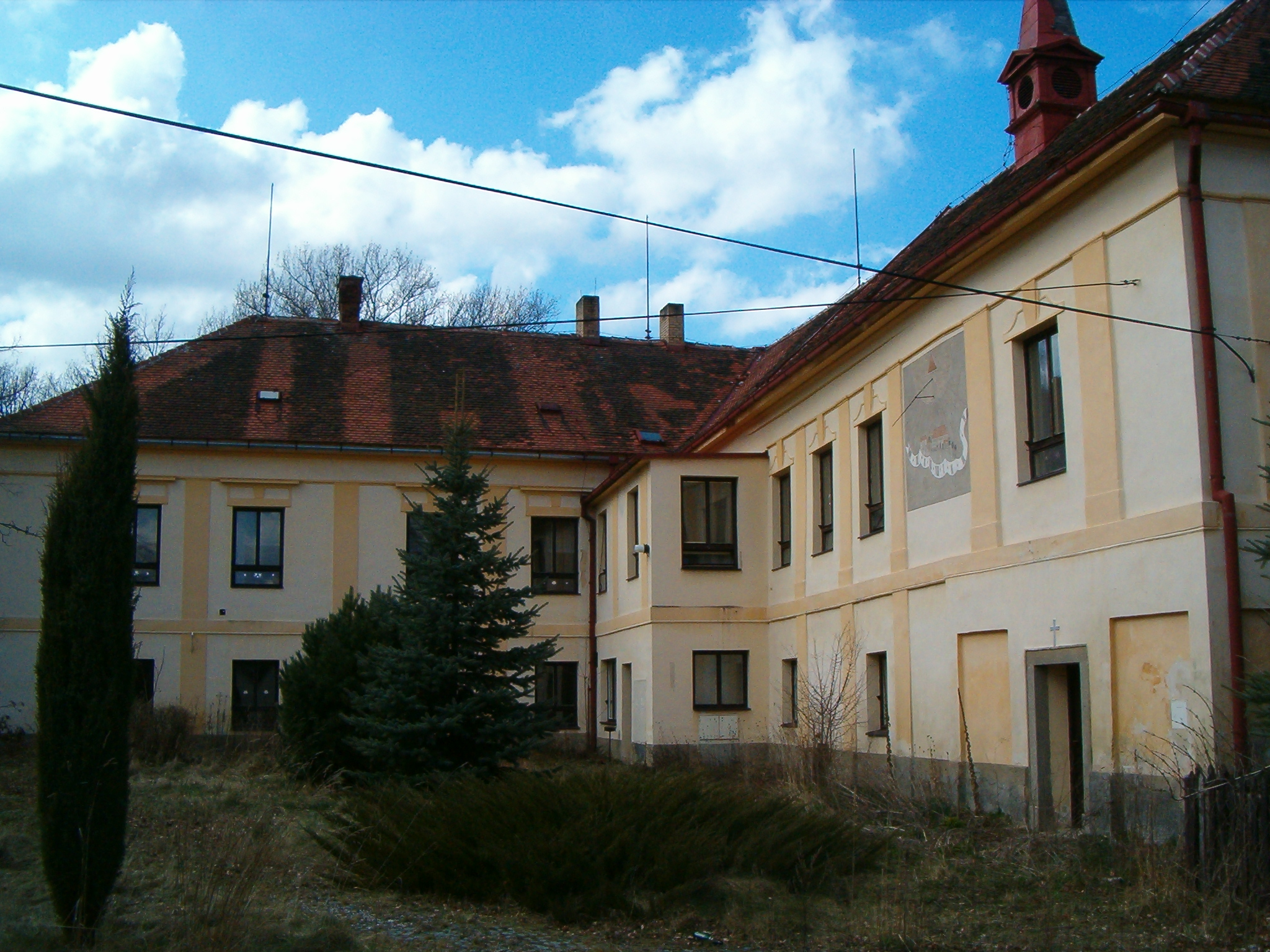
Schloss Lažany

- Schloss Lažany, es entstand im 16. Jahrhundert im Renaissancestil an Stelle einer wahrscheinlich im 14. Jahrhundert errichteten Feste als Sitz der Ritter Enis von Atter und Iveaghe. Im Jahre 1760 erfolgte eine barocke Umgestaltung und Erweiterung. Weitere Umbauten wurden im 19. Jahrhundert und in den Jahren 1904–1924 vorgenommen. 1948 wurden Marietta, geborene Freiin Enis von Atter und Iveaghe (1885–1961) und ihr Mann Adalbert von Thun und Hohenstein (1880–1957) enteignet. Ab 1955 diente das Schloss als Altersheim. Die Fassade wurde 1989 erneuert. Nach der Samtenen Revolution erfolgte im Jahre 2002 die Restitution des Schlosses an die Familie Enis, die es seitdem dem Verfall überlässt.[3] Umgeben ist das Schloss von einem englischen Park.[4]
- Statue des hl. Johannes von Nepomuk an der Mauer des Schlossparkes
- Kapelle an der Straße nach Čekanice
- Familiengruft der Freiherren Battaglia und Enis von Atter und Iveaghe in Chvalov